# Noanelia hartmanae
Noanelia hartmanae är en ringmaskart som beskrevs av Desbruyères och Laubier 1977. Noanelia hartmanae ingår i släktet Noanelia och familjen Ampharetidae. Arten har ej påträffats i Sverige. Inga underarter finns listade i Catalogue of Life.